# Bitwa pod Droop Mountain

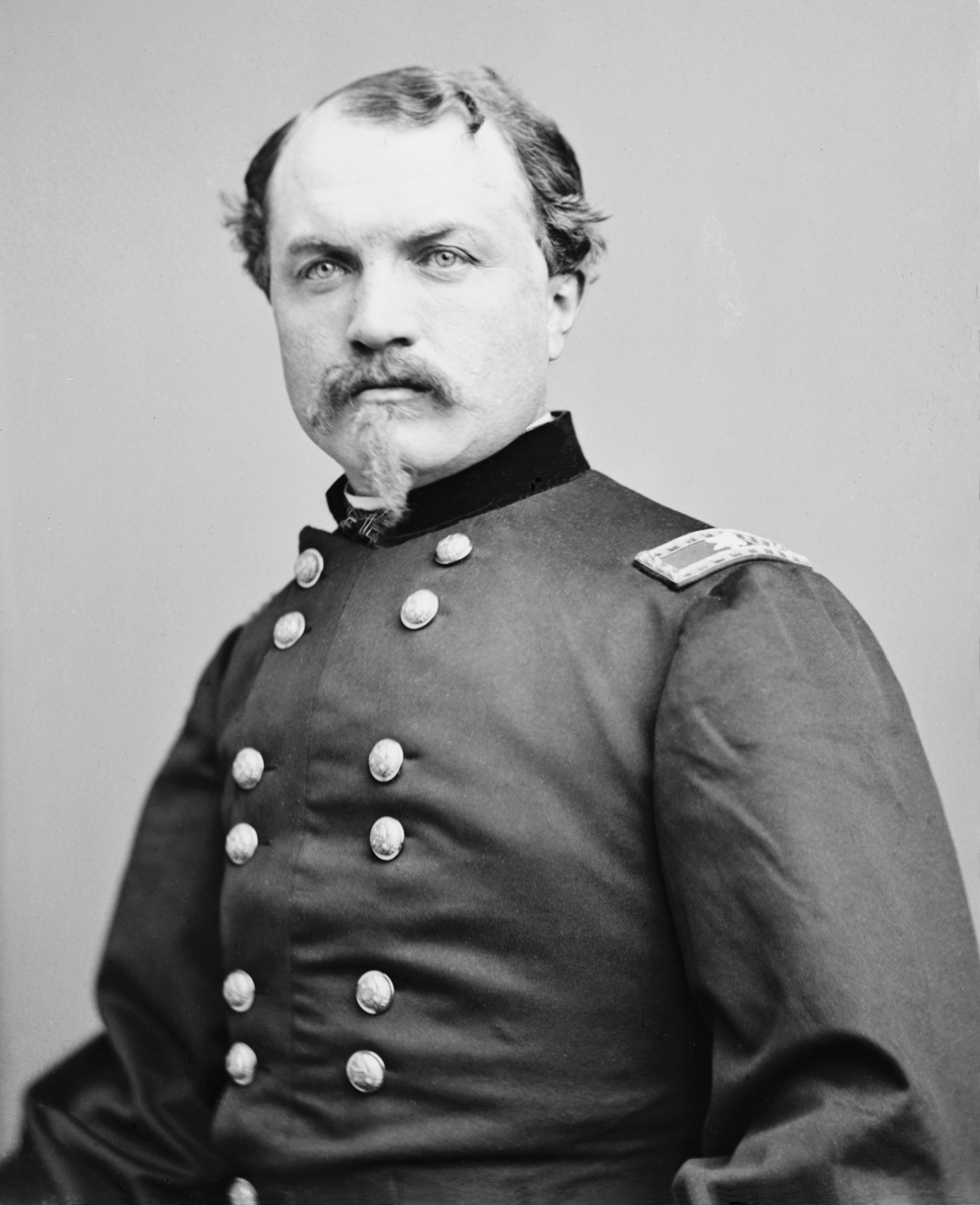
William W. Averell

Bitwa pod Droop Mountain – jedna z bitew wojny secesyjnej, stoczona 6 listopada 1863 roku w okolicach hrabstwa Pocahontas pomiędzy oddziałami Unii dowodzonymi przez generała Williama Averella oraz siłami Konfederacji pod dowództwem Johna Echolsa. Bitwa miała na celu atak sił unionistycznych na linie kolejowe należące do Konfederatów. Zwycięstwo unionistów w bitwie doprowadziło do zmniejszenia i konsekwentnego zaprzestania działań zbrojnych w Wirginii Zachodniej przez siły konfederackie.

## Tło
Celem misji dowodzonej przez generała Averella było przejęcie linii kolejowych Wirginia-Tennessee oraz rozbicia znajdujących się wokół linii, oddziałów konfederackich. W tym celu siły unii podzieliły się na dwie części tak aby rozbić umocnienia konfederackie wokół najważniejszych węzłów kolejowych.

## Bitwa
5 listopada 1863 roku Averell zaatakował siły konfederackie w okolicach Mill Point. Siły konfederackie wówczas zostały zmuszone do odwrotu w pobliże Droop Mountain jednakże dowódca konfederatów John Echols zdołał zreorganizować swoje wojska już następnego dnia.
Rankiem 6 listopada Averell ponownie ruszył do ataku na pozycję Konfederatów którzy mimo posiadania znacznie mniej licznych sił, zdołali się przeciwstawić wojskom Unii. Averell podzielił swoje wojska na piechotę oraz kawalerię. Dzięki temu manewrowi piechota odcięła drogę odwrotu Konfederatom a kawaleria przeprowadziła rajd na pozycję konfederackie zdobywając materiały wojenne oraz biorąc do niewoli kilku jeńców. Widząc panującą sytuację na polu bitwy, Echols zdecydował się wycofać wraz z resztą swoich oddziałów.

## Po bitwie
Bitwa zakończyła się zwycięstwem wojsk Unii które dzięki swojemu zwycięstwu praktycznie zlikwidowały opór sił Konfederackich w Wirginii Zachodniej. Siły konfederackie wycofały się do Lewisburga, który został zajęty przez unionistów 7 listopada. Oprócz tego siły Unii zdobyły linię kolejowe należące do Konfederatów co ostatecznie odcięło możliwość wysłania posiłków do Wirginii Zachodniej przez dowódco konfederackie.
W bitwie zginęło lub zostało rannych 119 unionistów podczas gdy straty wojsk konfederackich wyniosły 275 zabitych, rannych oraz wziętych do niewoli.